# Adalbert Widmann
Adalbert (Vojtěch) svobodný pán Widmann (15. ledna 1804 Brno – 23. srpna 1888 Plaveč) byl moravský politik a velkostatkář. V letech 1870–1884 zastával funkci moravského zemského hejtmana.

## Rodina
Narodil se v rodině Widmannů usídlené na Moravě od 18. století (statek Plaveč) jako syn Vincenze Widmanna a jeho ženy Ernestiny Rodenové z Hirzenau. Byl dvakrát ženatý, poprvé s Julií Puthonovou (1804–1852) a podruhé s Ervínou Scharffensteinovou (1833–1883). Jeho syn Adalbert se stal později ministrem zemědělství v Bienerthově a Gautschově vládě, a poté slezským zemským prezidentem. Jeho bratr Antonín, stejně jako synovci Antonín a Viktor byli také poslanci moravského zemského sněmu.

## Politická kariéra
Téměř celý svůj život byl politicky aktivní. Již ve 30. letech spoluinicioval založení moravské spořitelny, později se stal členem moravského sněmu, tehdy ještě stavovského.
Byl aktivní i během roku 1848. Od roku 1848 do roku 1849 zasedal také jako poslanec Moravského zemského sněmu. Nastoupil sem po zemských volbách roku 1848 za kurii virilistů a velkostatků.
Do voleného zemského sněmu byl vybrán hned po obnovení ústavního života v roce 1861 a setrval v něm až do roku 1884. Přes blízkost ke straně ústavověrného velkostatku zůstával nadstranickým politikem. Snažil se nalézat kompromis nejen mezi jednotlivými politickými, ale i národnostními tábory, kdy například navrhoval střídání jazyků při čtení sněmovních protokolů. Roku 1869 navrhoval také obnovu univerzity v Brně. Od roku 1870 až do roku 1884 zastával (s výjimkou části roku 1871) pozici moravského zemského hejtmana, tedy předsedy zemského sněmu.

## Spolková činnost
Byl prezidentem Vlasteneckého zemského pomocného spolku, kurátorem Moravského ústavu hluchoněmých, ředitelem Moravskoslezského ochranného spolku.

## Ocenění
Za své zásluhy byl jmenován c. k. komořím a tajným radou, roku 1869 vyznamenán velkokřížem Řádu Františka Josefa, roku 1884 se stal čestným občanem Brna.